# Ectobius duskei
Ectobius duskei es una especie de cucaracha del género Ectobius, familia Ectobiidae.